# Roc’h-a-Vignon

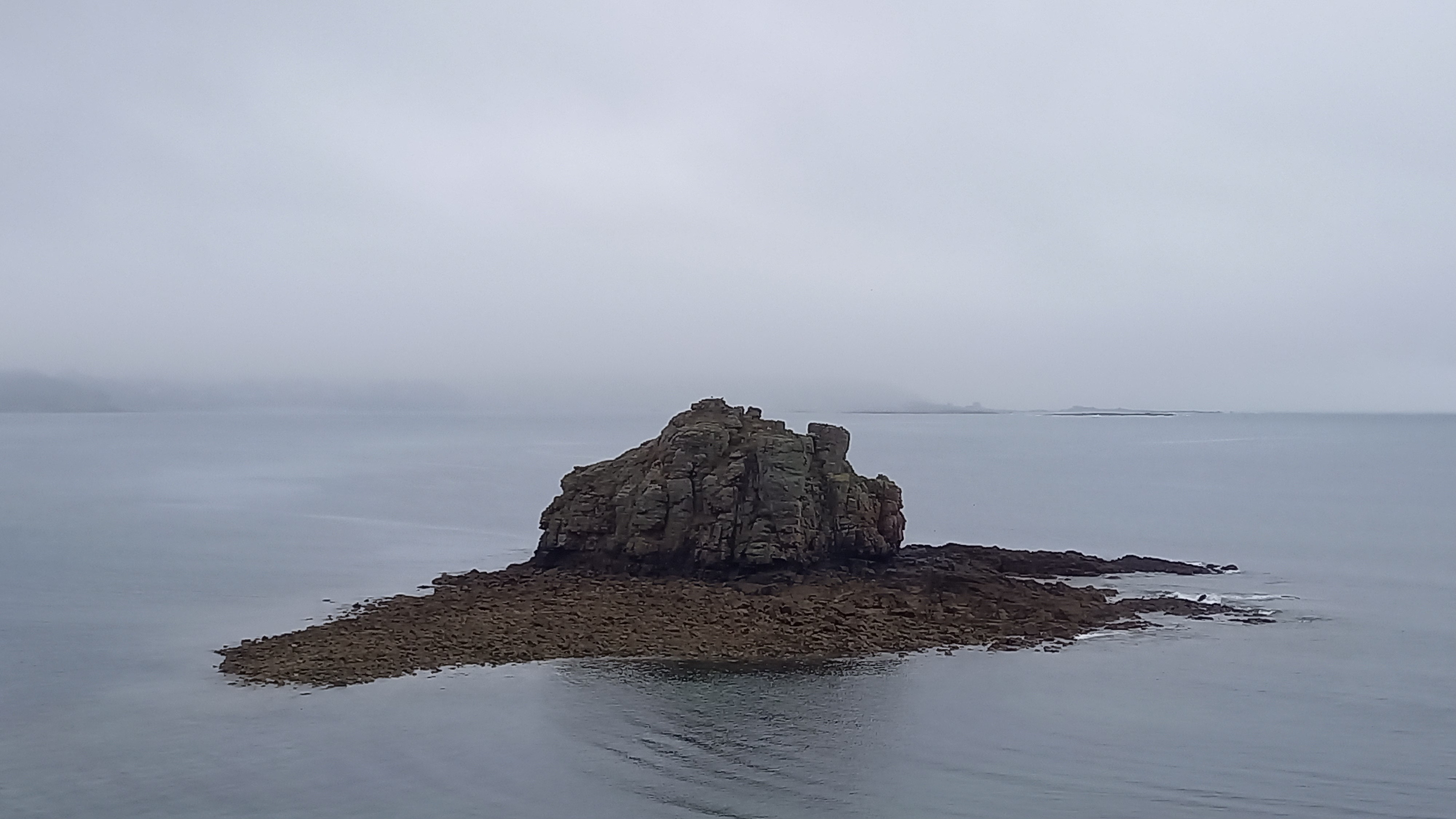
Roc’h-a-Vignon

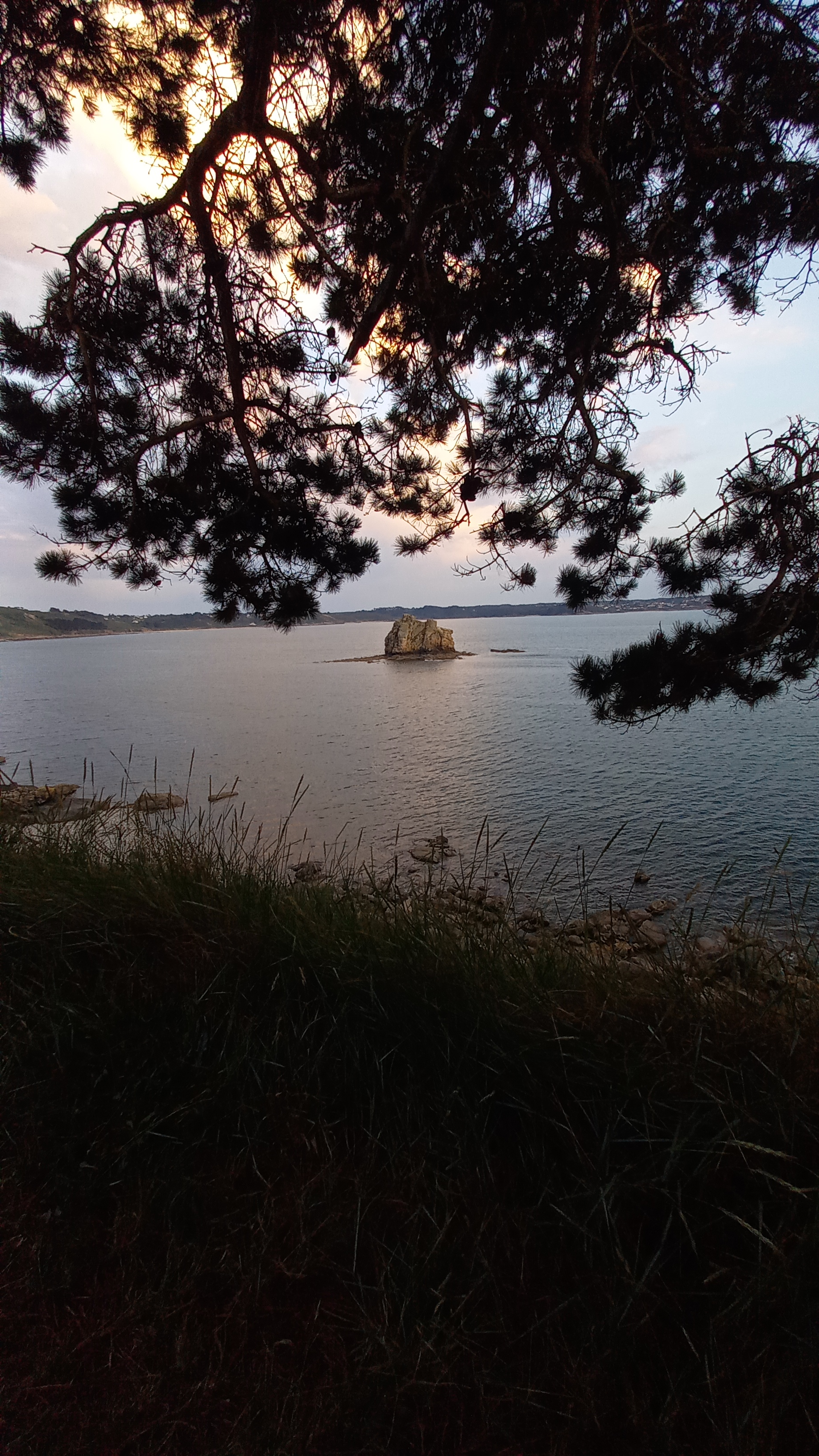
Roc’h-a-Vignon vom Europäischen Fernwanderweg E9 aus gesehen

Die Roc’h-a-Vignon ist eine unbewohnte Insel bei Trébeurden an der Rosa Granitküste im Département Côtes-d’Armor in der Bretagne in Frankreich am Ärmelkanal.
Die kleine Insel besteht aus Granitfelsen und liegt ca. 400 Meter westlich des Pointe de Bihits. Die Roc’h-a-Vignon gehört zusammen mit dem Pointe de Bihit zur Zone naturelle d’intérêt écologique, faunistique et floristique „Pointe de Bihit et Roc’h-a-Vignon“